# Frederick J. Kelly
Frederick J. Kelly (n. Wymore, Nebraska, 1880 - f. 1959), se le considera a Frederick J Kelly, de la Universidad de Kansas, el creador de los exámenes de opción múltiple, en 1914. Su historia cuenta que creó los exámenes al abordar una crisis nacional cuando el número de estudiantes que asistían a la escuela secundaria había pasado de doscientos mil en 1890 a más de 1,5 millones hacia 1910 debido a la gran afluencia de inmigrantes que llegaban a costas estadounidenses, y con base en las nuevas leyes que hacían obligatoria la educación secundaria para todos los pobladores del país. Además la Primera Guerra Mundial agravó el problema al crear una seria escasez de maestros, que estaban luchando en el extranjero mientras las mujeres trabajaban en las fábricas locales.

## Biografía
Nacido en 1880 en la pequeña ciudad agrícola de Wymore (Nebraska), Kelly vivió hasta 1959. Un educador de toda la vida,que había visto, , al momento de su muerte, la prueba de elección múltiple adaptada a todos los usos imaginables, aunque todavía no se había elevado En una política educativa nacional, la única métrica para evaluar lo que los niños estaban aprendiendo en la escuela, lo bien que los profesores les enseñaban y si las escuelas estaban o no fallaban.
Kelly comenzó su carrera en Emporia State University (anteriormente Kansas State Teachers 'College). En 1914, terminó su tesis doctoral en Teachers 'College, titulado Teachers' Marks, Their Variability and Standardization. Su tesis discutió dos puntos principales. Primero, estaba preocupado por el grado significativo de juicio subjetivo en cómo los maestros marcan papeles. En segundo lugar, pensó que la marca- ción lleva demasiado tiempo del profesor. Abogó por resolver el primer problema - "variabilidad" - con la solución de la estandarización, que también resolvería el segundo problema al permitir un método rápido y eficiente de marcar.

## Historia de laPregunta de opción múltiple
En 1914, un profesor en Kansas inventó la prueba de selección múltiple. Sí, tiene poco más de cien años . La Primera Guerra Mundial se intensificaba, cientos de miles de nuevos inmigrantes necesitaban ser procesados y educados, y las fábricas tenían un apetito voraz por trabajadores que satisfacer. 
El gobierno acababa de imponer dos años de alta escolarización obligatoria, y necesitábamos una manera temporal, de alta eficiencia, para clasificar estudiantes y rápidamente asignarles sus ranuras correspondientes.
En palabras del profesor Kelly: 'Esta es una prueba de orden inferior pensada para clases inferiores.' Años más tarde, siendo presidente de la Universidad de Idaho, Kelly repudió la idea, señalando que se trataba de un método adecuado para probar sólo una pequeña porción de lo que se enseña en realidad y que debía ser abandonada. Los industriales y los educadores se rebelaron masivamente. Kelly fue despedido.
El SAT, el dispositivo de filtración más importante utilizado para medir el efecto de la escolarización de cada individuo, se basa (casi sin cambios) en la prueba de orden de pensamiento inferior de Kelly. Aún. La razón es simple. No es porque funciona. No, lo hacemos porque es la manera más fácil y la forma más eficaz de mantener en progreso la producción en masa de estudiantes.
Inspirado por el "movimiento de pruebas mentales", o las primeras pruebas de CI, Kelly desarrolló lo que él llamó la Prueba de Lectura Silenciosa de Kansas. En ese momento, había progresado para convertirse en director de la Escuela de Formación de la Escuela Normal del Estado en Emporia, Kansas, y desde allí, pasó a convertirse en el decano de la educación en la Universidad de Kansas. "Siempre ha habido una demanda por parte de los maestros para saber cuán efectivamente están desarrollando en sus hijos la capacidad de obtener significado de la página impresa", escribió Kelly. "Nada es más importante en nuestro trabajo escolar que el desarrollo de esta habilidad" 9. Para Kelly, "enseñanza efectiva" significaba resultados uniformes. En esto, él era una criatura de su edad, valorando un producto fiable, uniforme y fácilmente replicable -el modelo de línea de montaje de fiabilidad y estandarización- sobre ingenio, creatividad, individualidad, idiosincrasia, juicio y variabilidad.
Así nació la prueba de lectura cronometrada. El mundo moderno de 1914 necesitaba a personas que pudieran encontrar la respuesta correcta exacta en la cantidad exacta de tiempo, en una prueba que podría ser calificada rápidamente y con precisión por cualquier persona.
Su prueba se mantuvo y, como hemos visto, hasta el día de hoy persiste por el cual se miden el éxito o el fracaso de cada niño en la escuela pública en América, de cada maestro en el sistema escolar público y de cada escuela pública en América.

Estos test es tan poco desarrollados para ser utilizados .
 Frederick J. Kelly